# Dicallaneura mimica
Dicallaneura mimica är en fjärilsart som beskrevs av James John Joicey och Talbot 1916. Dicallaneura mimica ingår i släktet Dicallaneura och familjen Riodinidae. Inga underarter finns listade i Catalogue of Life.